# James C. Scott
James C. Scott, född 2 december 1936 i Mount Holly, New Jersey, död 19 juli 2024 i Durham, Connecticut, var en amerikansk statsvetare och antropolog som var professor vid Yale University. 
Scott skrev bland annat Weapons of the Weak: Everyday Forms of Peasant Resistance (1985), som handlar om klasskamp bland bönder i Malaysia på 1970-talet. Ytterligare en bok är Two Cheers for Anarchism: Six Easy Pieces on Autonomy, Dignity, and Meaningful Work and Play (2014) där han sammanfattade mycket av sin forskning.